# ديف هوليستر
ديف هوليستر (بالإنجليزية: Dave Hollister)‏ هو مغني أمريكي، ولد في 17 أغسطس 1971 في شيكاغو في الولايات المتحدة.

## وصلات خارجية
- ديف هوليستر على موقع ميوزك برينز (الإنجليزية)
- ديف هوليستر على موقع ميوزك برينز (الإنجليزية)
- ديف هوليستر على موقع أول ميوزيك (الإنجليزية)
- ديف هوليستر على موقع ديسكوغز (الإنجليزية)
- ديف هوليستر على موقع ديسكوغز (الإنجليزية)